# Санкт-Петербурзька губернія
Санкт-Петербурзька губе́рнія (з серпня 1914 року Петроградська, з 1924 року Ленінградська) — адміністративна одиниця колишньої Російської імперії, що містилася на північному заході європейської частини.

## Історія
Губернія була утворена 1710 з Інгерманландської губернії. Проіснувала до 1927 року, коли увійшла до складу новоствореної Ленінградської області.

## Адміністративний поділ
На 1897 рік складалася із 8 повітів
- Гдовський повіт
- Лузький повіт
- Новоладозький повіт (1923–1927 Волховський)
- Петергофський повіт
- Санкт-Петербурзький повіт (1914–1925 Петроградський, 1924–1927 Ленінградський)
- Царскосельський повіт (1918–1923 Дєтскосельський)
- Шліссельбурзький повіт
- Ямбурзький повіт (1922–1927 Кінгісепський)

## Губернатори
1762—1764 рр. (з перервою) — Неплюєв Іван Іванович (1693—1773) — дипломат, головний командир Малоросійського тимчасового Правління гетьманського уряду (з 7 жовтня по 30 листопада 1741 року), Київський губернатор (2 березня 1740 — 7 жовтня 1741 рр.), Оренбурзький губернатор (1744—1758 рр.), Санкт-Петербурзький генерал-губернатор (з вересня 1762 по червень 1763 рр. та з червня по липень 1764 року).
1922 року до складу губернії увійшли Витегрський повіт та Лодейнопольський повіт скасованої Олонецької губернії. 1923 року шляхом об'єднання Дєтскосельського та Петергофського повітів утворено Троцький повіт.

### Військові губернатори
- 28 липня 1798 — 12 липня 1800: Петер-Людвіг фон дер Пален[1]
- 21 жовтня 1800 — 17 червня 1801: Петер-Людвіг фон дер Пален (вдруге)[1].